# Nicódamo
Nicódamo (en griego antiguo: Νικόδαμος) fue un escultor de Ménalo (actual Mainalo) en Arcadia, que hizo estatuas de los vencedores olímpicos Andróstenes, Antíoco de Arcadia y Damoxénidas; uno de la diosa Atenea, en bronce y portando su yelmo y égida, dedicado por los eleos; y uno de Hércules, de joven, matando al león de Nemea con sus flechas, dedicado en Olimpia por Hipotio de Tarento.
Dado que Andróstenes salió vencedor en la modalidad del pancracio en la 90.ª Olimpiada, en el 420 a. C., el periodo de actividad de Nicódamo puede ubicarse alrededor de esa época. El arqueólogo e historiador de arte alemán Johannes Overbeck sitúa a Nicódamo en esta época con seguridad en sus Fuentes manuscritas antiguas sobre la historia de las bellas artes griegas (Die antiken Schriftquellen zur Geschichte der bildenden Künste bei den Griechen), que escribió en 1868.